# Санфинш-ди-Феррейра
Санфинш-ди-Феррейра (порт. Sanfins de Ferreira) — район (фрегезия) в Португалии, входит в округ Порту. Является составной частью муниципалитета Пасуш-ди-Феррейра. По старому административному делению входил в провинцию Дору-Литорал. Входит в экономико-статистический субрегион Тамега, который входит в Северный регион. Население составляет 3005 человек на 2001 год. Занимает площадь 6,53 км².